# Ptolemaios VII. Neos Filopatór
Ptolemaios VII. zvaný Eupatór, či také Neos Filopatór („narozený od slavného otce“, řecky Πτολεμαίος Νέος Φιλοπάτωρ) byl egyptský faraon z dynastie Ptolemaiovců. Otázka kolem jeho vlády je sporná, a také možná nikdy zcela nevládl. Královská hodnost byla Ptolemaiovi VII. udělena posmrtně.
Osobnost Ptolemaia VII. Nea Filopatóra je nejistá. Podle jedné z teorií byl synem krále Ptolemaia VI. Filométora a Kleopatry II. a od roku 145 př. n. l. se stal spoluvládcem svého otce a po krátké době byl zavražděn svým strýcem Ptolemaiem VIII., který tak na trůn sám nastoupil. Někteří řečtí učenci Ptolemaia VII. Nea Filopatóra ztotožňují s Ptolemaiem Memfitem', synem Ptolemaia VIII. a Kleopatry II., který byl svým otcem zavražděn. Další stopy ukazují na množství menších regentů a rádců, kteří se jmenovali stejně, jako všichni ptolemaiovští králové Ptolemaios. Ačkoliv podle tradice číslování Ptolemaiů zůstalo kontinuálně zachováno, občas je jejich číslování obrácené: Ptolemaios VIII. Euergetés II. je udáván jako Ptolemaios VII. a Ptolemaiov VII. Neo Filopatór jako Ptolemaiov VIII. V některých starších literárních pramenech bývá Ptolemaiov VII. coby král zcela vynechán. Díky tomu se čísla všech pozdějších mužských ptolemaiovských vládců sníží o jedno – až do krále Ptolemaia XV. Kaisariona, který by podle této metody byl Ptolemaios XIV. Kaisarion.
| Egyptští faraoni z dynastie Ptolemaiovců | Egyptští faraoni z dynastie Ptolemaiovců | Egyptští faraoni z dynastie Ptolemaiovců |
| ---------------------------------------- | ---------------------------------------- | ---------------------------------------- |
| Předchůdce: Ptolemaios VI. Filométor     | ? - ? Ptolemaios VII. Neos Filopatór     | Nástupce: Ptolemaios VIII. Euergetés II. |